# Вершиніно (Зеленоградський район)
Вершиніно (рос. Вершинино, нім. Pluttwinnen) — селище Зеленоградського району, Калінінградської області Росії. Входить до складу Ковровського сільського поселення.
Населення — 7 осіб (2015 рік).

## Населення
| 2002 | 2010 |
| ---- | ---- |
| 3    | ↗7   |